# Рубинчик, Хаим Эммануилович
 Ха́им (Ефи́м) Эммануи́лович Руби́нчик (7 августа, по другим данным — 8 августа 1903, Березино, Игуменский уезд, Минская губерния — 6 апреля 1991, Москва) — советский партийный и хозяйственный деятель, генерал-майор инженерно-технической службы (1945). Лауреат Сталинской премии.

## Биография
Родился в местечке Березино Игуменского уезда в еврейской семье. Его отец Мендель Лазаревич Рубинчик был кустарём. Окончил гимназию.
В 1920 году работал уполномоченным Погостского волостного революционного комитета, затем переехал в Москву. В 1921—1924 годах — на комсомольской работе. В 192]—1926 годах — наборщик в типографии «Рабочей газеты».
С 1926 по 1930 год учился в Вечернем коммунистическом университете им. Я. М. Свердлова, одновременно с 1927 года на партийной работе. В 1933—1936 годах — парторг Воскресенского химического комбината.
В 1937—1940 годах — первый секретарь Коломенского горкома ВКП(б). В 1941—1942 годах — директор Коломенского машиностроительного завода.
С мая 1942 по 1949 год — директор Завода «Красное Сормово» в Горьком. В 1942—1945 годах под руководством Рубинчика на заводе во много раз было увеличено производство танков Т-34. Первые сверхплановые танки вышли из ворот «Красного Сормова» в июле 1942 года. В августе число выпущенных танков вновь было увеличено. В этом же месяце заводу, впервые за время войны, было вручено переходящее Красное Знамя государственного Комитета Обороны. Более высокой трудовой коллективной награды в то время не существовало. Завод удерживал это знамя 33 месяца подряд. Это единственный подобный случай за всю историю Великой Отечественной войны. Знамя было оставлено заводу на вечное хранение. Сейчас оно находится в музее завода «Красное Сормово».
Всего за годы войны под руководством Е. Э. Рубинчика сормовичи выпустили свыше 12 тысяч танков Т-34, а также несколько миллионов снарядов для артиллерии и «Катюш».
После Великой Отечественной войны был директором ряда оборонных заводов, с 1965 по 1985 год — руководителем Волго-Вятского территориального управления Госснаба СССР. При Е. Э. Рубинчике было организовано ряд предприятий и объединений Госснаба СССР в городе Горьком и других городах Волго-Вятского района РСФСР. Крупнейшим объединением стало — «Волговятмашэлектроснабсбыт», созданное для обеспечивания нескольких областей и автономных республик Волго-Вятского района машиностроительной и электротехнической продукцией. По приказу Рубинчика, на окраине Сормовского района города Горького был построен и в 1974 году открыт универсальный складской комплекс, рассчитанный на хранение и переработку продукции с годовым грузооборотом 150 тысяч тонн и металлобаза на 250 тысяч тонн. Аналогов данному комплексу в Поволжье не было.
Умер в 1991 году, похоронен на Кунцевском кладбище Москвы.

## Семья
Жена — Татьяна Макеевна Стрельцова. Сын — Александр Ефимович Рубинчик (19 марта 1926 — 23 октября 2003), военачальник, генерал-лейтенант (1975). Дочь Валентина.

## Награды и премии
- 4 ордена Ленина
- Орден Октябрьской Революции
- Орден Кутузова 1-й степени
- Орден Отечественной войны войны 1-й степени
- 3 ордена Трудового Красного Знамени
- Орден Дружбы народов
- медали
- Сталинская премия СССР(1949)

## Интересные факты
- В 1937 году на имя первого секретаря МГК и МК ВКП(б) Н. С. Хрущёва поступил донос от секретаря парткома одного из коломенских заводов Рубинчика: «Считаю необходимым сообщить Московскому комитету, что мне известно об очень близких и трогательных, дружеских отношениях, которые были у ныне разоблаченного Горбульского с членом ВКП(б) Пономаревым, который сейчас работает в аппарате Исполкома Коминтерна. Горбульский у Пономарева во время пребывания в Москве дневал и ночевал, приезжал несколько раз в Воскресенск. Не знаю, сообщал ли об этом Пономарев своей парторганизации» (ЦАОДМ. Ф. 570. Оп. 1. Д. 11. Л. 116). Через несколько дней доносчик стал секретарем Коломенского горкома вместо разоблаченного Горбульского.
- В период работы в Волго-вятском территориальном управлении Госснаба СССР двери кабинета Ефима Рубинчика даже в неустановленное время были открыты для посетителей. И если кто-то из них начинал разговор со слов «Извините…», Рубинчик тотчас парировал: «Что значит „извините“? Мы всегда обязаны заниматься вашими вопросами!»[3]
- В Нижнем Новгороде на мемориальной доске, установленной на доме, где жил Е. Э. Рубинчик (ул. Минина, 3), изображён знак «Золотая звезда», а в тексте содержится информация о том, что Рубинчик — Герой Социалистического Труда. На памятнике, установленном на могиле Рубинчика на Кунцевском кладбище Москвы, китель Ефима Эммануиловича также украшает знак, напоминающий Золотую Звезду Героя Социалистического Труда. Однако этой государственной награды Е. Э. Рубинчик удостоен не был[6]. Стоит сказать, что рядом с Е. Э. Рубинчиком похоронен его сын Александр Ефимович, на кителе которого изображена Золотая Звезда Героя Советского Союза. А. Е. Рубинчик был награждён пятью орденами, но звания Героя Советского Союза и специального знака — Золотой Звезды не получал[7].

## Память
- Имя Ефима Рубинчика носит улица в Нижнем Новгороде, находящаяся неподалёку от завода «Красное Сормово» (бывшая ул. Калинина). В его честь также на одном из домов этой улицы по инициативе администрации Сормовского района была установлена мемориальная доска.
- В августе 2003 года у дома № 117 по улице Коминтерна в Нижнем Новгороде была заложена именная звезда легендарного сормовича[8].
- Мемориальная доска в память о Е. Э. Рубинчике установлена в Нижнем Новгороде, на здании по адресу: улица Костина, 2, где в советское время располагалось Волго-вятское территориальное управление Госснаба СССР.
- Мемориальная доска в память о Е. Э. Рубинчике установлена в Нижнем Новгороде, на доме, в котором он жил по адресу: улица Минина, 3.